# Zhang Pengxiang
Zhang Pengxiang (张鹏翔; Tientsin, 29 giugno 1980) è uno scacchista cinese, Grande maestro.
Vinse il campionato cinese U12 nel 1992, U14 nel 1993 e il campionato cinese juniores (U20) nel 1999.
Nel 2001 diventò, a 21 anni, l'11º grande maestro cinese.
Nella lista FIDE di aprile 2009 ha 2638 punti. Raggiunse il massimo Elo in aprile 2007, con 2657 punti.
Nel 2002 vinse a Qínhuángdǎo il campionato cinese assoluto.
Fece parte della nazionale cinese alle Olimpiadi del 2002 e 2008, vincendo la medaglia d'argento di squadra alle Olimpiadi di Dresda 2008.
Nel 2012 partecipò a Mosca al torneo di qualificazione per il Campionato del mondo FIDE 2012. Nel primo superò turno per 3-1, dopo gli spareggi rapid, Anatolij Karpov, ma nel secondo venne battuto 2-0 da Evgeny Pigusov.
Tra gli altri risultati:
- 1998 :  2º nel campionato cinese;
- 2001 :  vince con 8 /11 la Zhong Hong Real Estate Cup;
- 2002 :  vince il IX Anibal Open di Linares, con 8 /10;  =2º a Trignac;
- 2004 :  2º nel campionato cinese a squadre con 8 /10;  2º al Sants Hostafrancs Open di Barcellona;  in settembre vince l'open di San Sebastián e in ottobre l'Essent Open di Hoogeveen;
- 2005 :  in febbraio vince con 8,5 /9 il Festival des jeux di Cannes;  in marzo vince l'open di Bad Wörishofen in Baviera; in maggio è 4º nel fortissimo Dubai Open (vinto dal connazionale Wang Hao);
- 2006 :  in novembre vince la President Gloria Macapagal Arroyo Cup di Manila, con 8 /11 e una prestazione Elo di 2713 punti;
- 2007 :  in settembre vince con 8 /11 a Cebu nelle Filippine il campionato asiatico individuale;
- 2008 : 2º nel "Ruy Lopez Festival" di Mérida, con una prestazione Elo di 2772 punti.